# Котляр Антон Станіславович
Анто́н Станісла́вович Котля́р (нар. 7 березня 1993, Кіровоград, Україна) — український футболіст, правий півзахисник футбольного клубу «Гірник-спорт». Найкращий бомбардир Кубка України 2014/15.

## Життєпис
Антон Котляр народився в Кіровограді (нині — Кропивницький), де й почав займатися футболом.
У сезоні 2004/05 захищав кольори місцевої ДЮСШ-2 в чемпіонаті ДЮФЛ. У 2006 році перейшов до лав академії київського «Динамо», у складі якої відзначався шаленою результативністю протягом першого сезону, однак дещо здав у другому і, зрештою, опинився в іллічівському «Моноліті». Втім, в Іллічівську Котляру вдалося віднайти свій бомбардирський хист і влітку 2009 року він знову повернувся до Києва. Виступав за «Динамо» у чемпіонаті ДЮФЛ, першості дублерів та чемпіонаті міста, однак у 2011 році залишив клуб та перебрався до «Олександрії». Був одним з лідерів команди у молодіжній першості, однак до першого складу не потрапляв і вирішив пошукати щастя в інших клубах.
2012 року уклав угоду з дніпродзержинською «Сталлю», що виступала у другій лізі. Юний півзахисник одразу ж забронював за собою місце на правому фланзі півзахисту. У сезоні 2013/14 Антону разом з командою вдалося здобути «срібло» другої ліги та підвищитися у класі, а вже за рік «Сталь» повторила своє досягнення у першій лізі. Того ж сезону Котляр став найкращим бомбардиром Кубка України 2014/15, забивши у ворота суперників 5 м'ячів (4 з пенальті).
Наприкінці березня 2016 року став гравцем новополоцького «Нафтана», але залишив клуб наприкінці червня того ж року. 5 липня 2016 року став гравцем рівненського «Вереса».
13 лютого 2018 року став гравцем харківського «Геліоса». 2 серпня того ж року повернувся до лав рівненського «Вереса», підписавши контракт на півроку, але незабаром через інцидент у ніч на суботу 11 серпня був звільнений «за порушення спортивного режиму, порушення умов контракту та приховування від керівництва клубу даного інциденту», проте зрештою керівництво клубу вирішило трьом звільненим гравцям «дати ще один шанс».

## Статистика виступів
Статистичі дані наведено станом на 1 січня 2018 року
| Сезон              | Команда            | Чемпіонат          | Чемпіонат | Чемпіонат | Кубок | Кубок | Кубок | Єврокубки | Єврокубки | Єврокубки | Інші кубки | Інші кубки | Інші кубки | Всього | Всього |
| Сезон              | Команда            | Змаг.              | Матчі     | Голи      | Змаг. | Матчі | Голи  | Змаг.     | Матчі     | Голи      | Змаг.      | Матчі      | Голи       | Матчі  | Голи   |
| ------------------ | ------------------ | ------------------ | --------- | --------- | ----- | ----- | ----- | --------- | --------- | --------- | ---------- | ---------- | ---------- | ------ | ------ |
| 2012/13            | «Сталь» К.         | 2Л                 | 30        | 4         | КУ    | 1     | 0     | —         | —         | —         | —          | —          | —          | 31     | 4      |
| 2013/14            | «Сталь» К.         | 2Л                 | 34        | 7         | КУ    | 2     | 1     | —         | —         | —         | —          | —          | —          | 36     | 8      |
| 2014/15            | «Сталь» К.         | 1Л                 | 29        | 8         | КУ    | 3     | 5     | —         | —         | —         | —          | —          | —          | 31     | 13     |
| 2015/16            | «Сталь» К.         | ПЛ                 | 17        | 1         | КУ    | 4     | 1     | —         | —         | —         | —          | —          | —          | 21     | 2      |
| Всього за «Сталь»  | Всього за «Сталь»  | Всього за «Сталь»  | 110       | 20        |       | 10    | 7     |           |           |           |            |            |            | 120    | 27     |
| 2016               | «Нафтан»           | ВЛ                 | 12        | 0         | КБ    | 3     | 0     | —         | —         | —         | —          | —          | —          | 15     | 0      |
| Всього за «Нафтан» | Всього за «Нафтан» | Всього за «Нафтан» | 12        | 0         |       | 3     | 0     |           |           |           |            |            |            | 15     | 0      |
| 2016/17            | «Верес»            | 1Л                 | 29        | 2         | КУ    | 2     | 0     | —         | —         | —         | —          | —          | —          | 31     | 2      |
| 2017/18            | «Верес»            | ПЛ                 | 12        | 0         | КУ    | 3     | 0     | —         | —         | —         | —          | —          | —          | 15     | 0      |
| Всього за «Верес»  | Всього за «Верес»  | Всього за «Верес»  | 41        | 2         |       | 5     | 0     |           |           |           |            |            |            | 46     | 2      |
| 2017/18            | «Геліос»           | 1Л                 | 10        | 0         | —     | —     | —     | —         | —         | —         | —          | —          | —          | 10     | 0      |
| Всього за кар'єру  | Всього за кар'єру  | Всього за кар'єру  | 173       | 22        |       | 18    | 7     |           |           |           |            |            |            | 191    | 29     |

## Досягнення
Командні досягнення
- Срібний призер першої ліги чемпіонату України (1): 2014/15
- Бронзовий призер першої ліги чемпіонату України (1): 2016/17
- Срібний призер другої ліги чемпіонату України (1): 2013/14
- Півфіналіст Кубку Білорусі (1): 2016

Індивідуальні досягнення
- Найкращий бомбардир Кубка України (1): 2014/15